# بریک‌ثرو استارشات

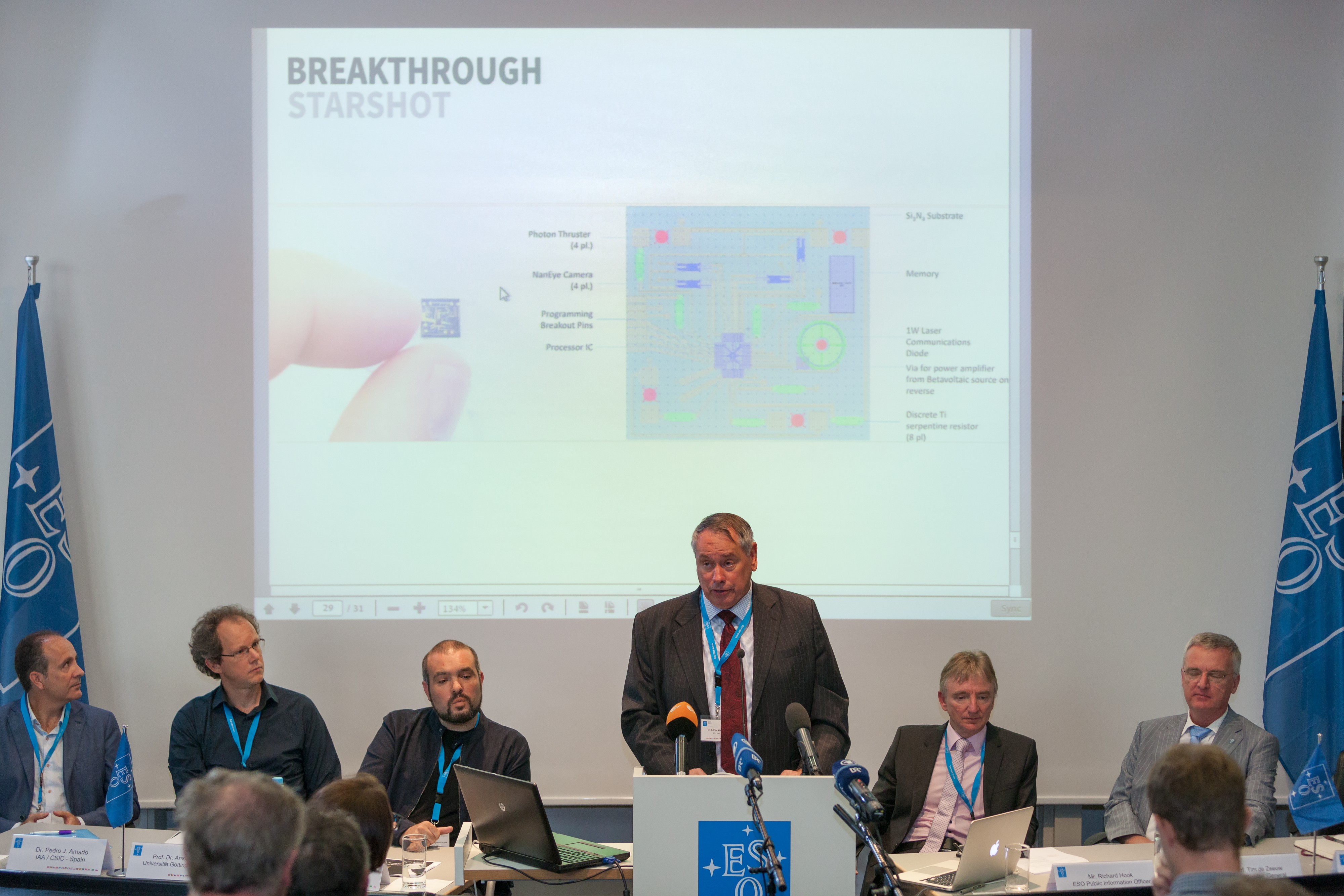
پیت وردن در حال سخنرانی در کنفرانسی که توسط رصدخانهٔ جنوبی اروپا در آلمان پیرامون موضوع پروکسیما قنطورس بی برگزار شد؛ ۲۴ اوت ۲۰۱۶

بریک‌ثرو استارشات (به انگلیسی: Breakthrough Starshot) یک پروژهٔ تحقیقاتی و مهندسی زیر مجموعهٔ پروژهٔ اهداف رخنه است. هدف از این پروژه ساخت و توسعهٔ کاوشگری میان‌ستاره‌ای به روش پیشرانش بادبان نوری به نام استارچیپ (به انگلیسی: Starchip) برای سفر به آلفا قنطورس در فاصلهٔ ۴٫۳۷ سال نوری از زمین است. این پروژه در سال ۲۰۱۶ توسط یوری میلنر، استیون هاوکینگ و مارک زاکربرگ تأسیس شد.
این مأموریت برای فرستادن کاوشگر فضایی به سیارهٔ فراخورشیدی پروکسیما قنطورس بی که در کمربند حیات ستارهٔ میزبانش آلفا قنطورس قرار دارد پشنهاد شده‌است. این کاوشگر با سرعت ۱۵ تا ۲۰ درصد از سرعت نور در فضا حرکت خواهد کرد؛ تقریباً ۲۰ تا ۳۰ سال طول می‌کشد تا کاوشگر با این سرعت به مقصد برسد و ۴ سال طول می‌کشد تا اطلاعات فرستاده شده توسط این کاوشگر به زمین برسد.
طرح اجرای این سفر میان ستاره‌ای توسط فیلیپ لوبین از دانشگاه کالیفرنیا، سانتا باربارا در سال ۲۰۱۶ به عنوان «نقشه‌راه پرواز میان ستاره‌ای» توضیح داده شد. ارسال فضاپیماهای سبک‌وزن با استفاده از فشار تابش پرتوهای لیزری هدایت‌پذیر تولیدی توسط سطحی چند کیلومتری از آرایه‌های فازی، مجموع توان لیزری مورد نیاز برای انجام این کار حدود ۱۰۰ گیگاوات تخمین زده می‌شود.
این پروژه اولین بار در ۱۲ آوریل ۲۰۱۶ در مراسمی در شهر نیویورک توسط یوری میلنر، فیزیک‌دان و سرمایه‌گذار ریسکپذیر و استیون هاوکینگ عضو هیئت‌مدیرهٔ پروژهٔ اهداف رخنه اعلام شد. از دیگر اعضای هیئت‌مدیره می‌توان به مارک زاکربرگ مدیرعامل متا پلتفرمز اشاره کرد. این پروژه دارای بودجهٔ اولیهٔ ۱۰۰ میلیون دلاری است. میلنر هزینهٔ نهایی پروژه را ۵ تا ۱۰ میلیارد دلار تخمین می‌زند و می‌گوید اولین فضاپیما احتمال دارد تا سال ۲۰۳۶ پرتاب شود. پیت وردن مدیرعامل این پروژه است و آوی لوب پروفسور هاروارد ریاست هیئت‌مشاوران این پروژه را بر عهده دارد.